# Mariánská skála
Mariánská skála nebo také Mariánský vrch (německy Marienberg) je výrazným, až dominantním prvkem v centru města Ústí nad Labem. Tento znělcový masiv se tyčí na levém břehu řeky Labe do výše 265 m n. m., tedy zhruba 120 m nad říční hladinou. Spolu s protilehlou pravobřežní skálou Kramolna vytváří tzv. Ústeckou bránu. V místě této Ústecké brány byl na konci 20. století vystavěn nový Mariánský most přes Labe. Jedná se o velmi významné naleziště různých vzácných minerálů.

## Poloha

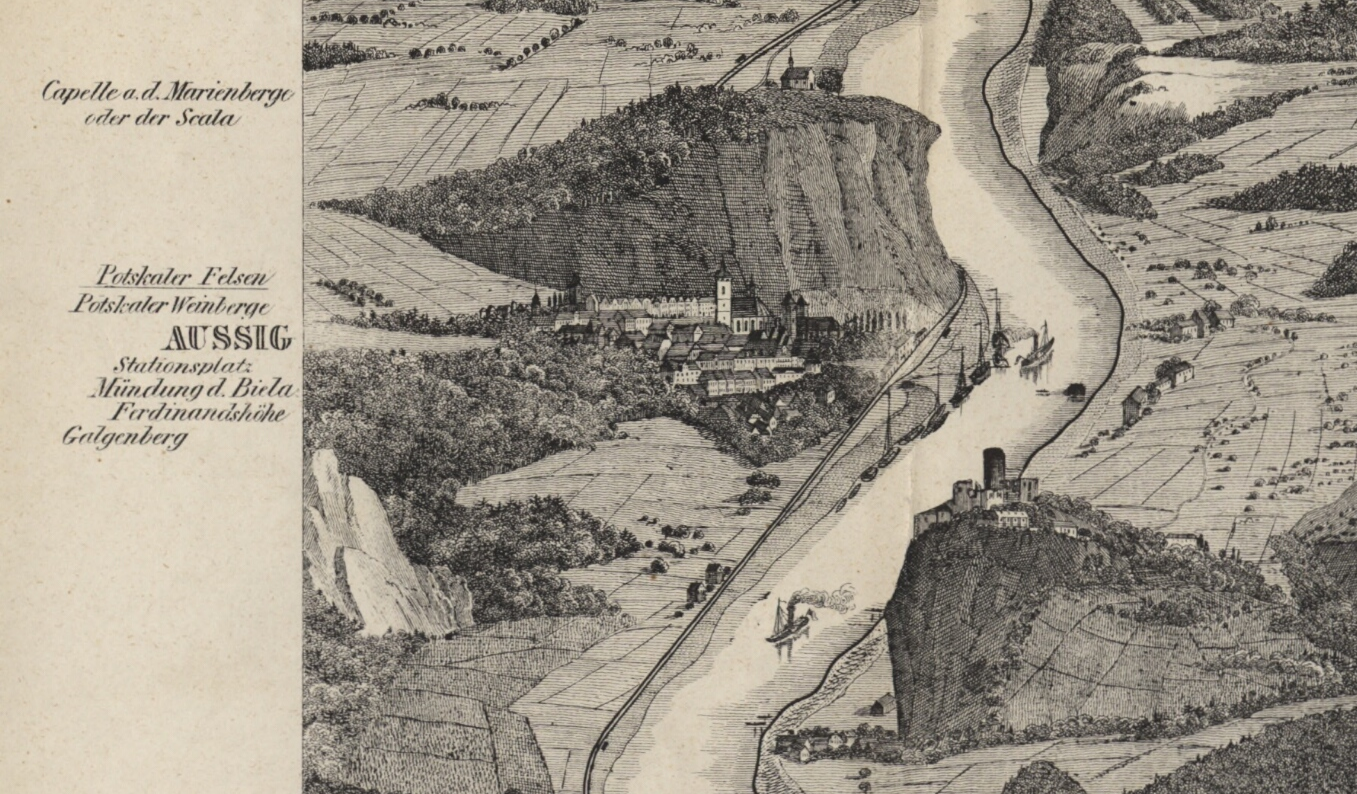
Panoramatický pohled na Ústí nad Labem v roce 1854, Mariánská skála s (nyní už zbořenou) kaplí P. Marie

Masiv se nalézá zhruba 200 m východně od centra města. Na jeho východním úbočí se rozkládá zoologická zahrada a kamenolom, severní pláně přecházejí v Erbenovu vyhlídku a lemuje ho sídliště Dobětice. Západní stranu pokrývá zahrádkářská kolonie a jižní strž odděluje železniční koridor a silnice do Děčína od toku Labe.
Na Mariánské skále stávala kaple Navštívení Panny Marie. V roce 1976 byla stržena, existují však plány její obnovy.

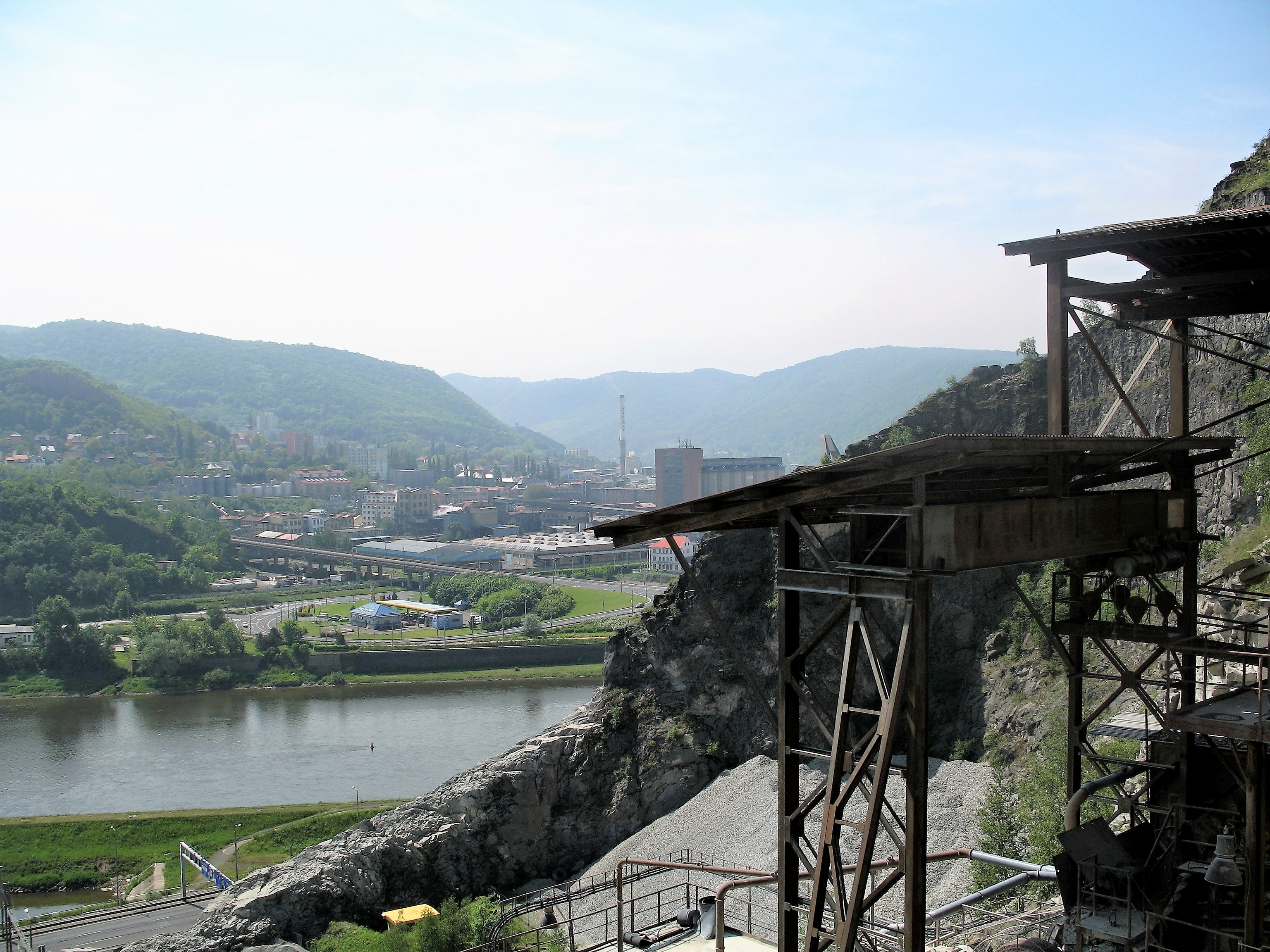
Pohled z kamenolomu na řeku a protilehlý labský břeh

## Mineralogická lokalita
K popularitě Mariánské skály jako významné mineralogické lokality přispěla existence dlouhodobě činného kamenolomu. 

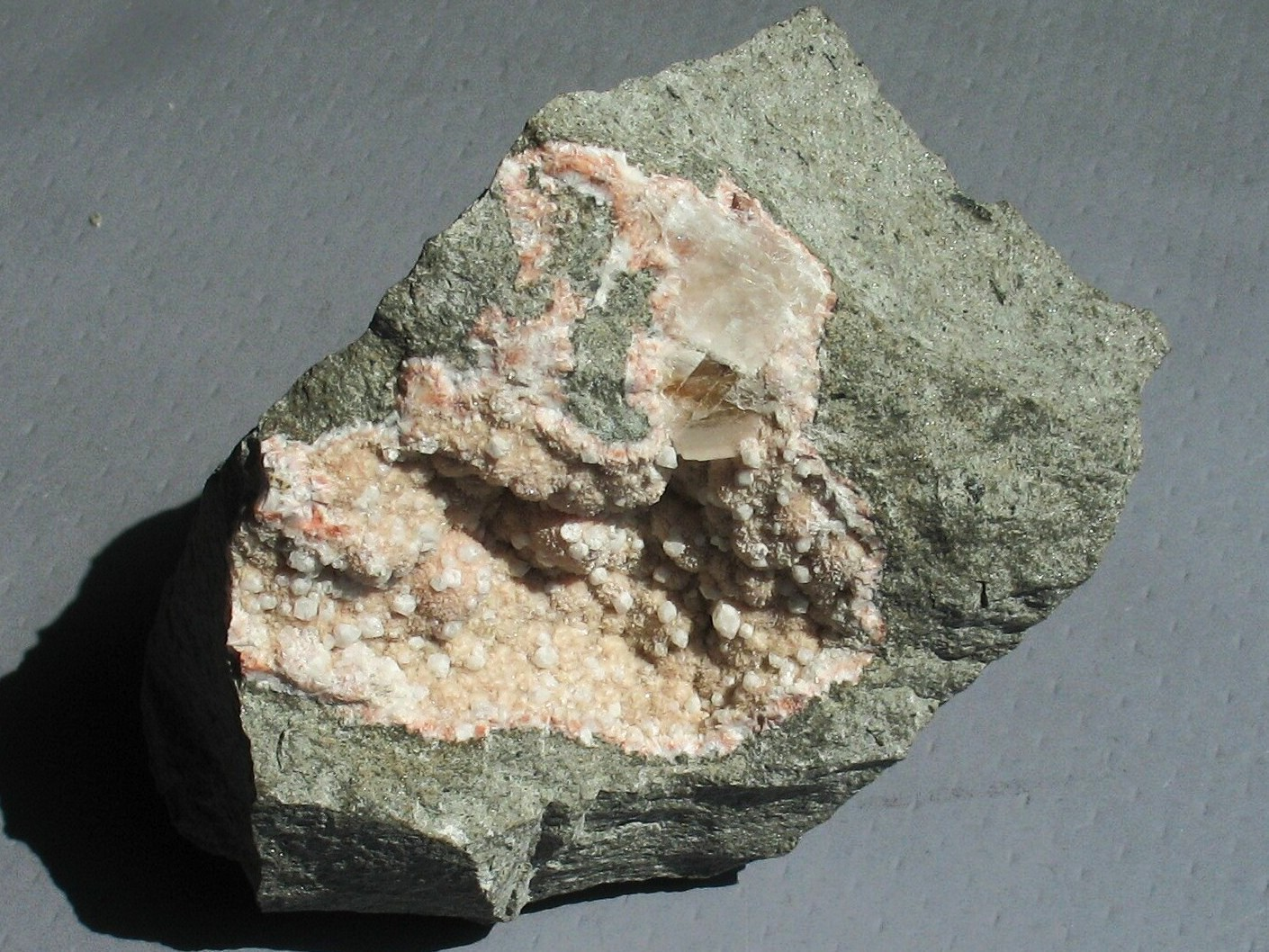
Natrolit s apofylitem, velikost vzorku cca 12 x 8 x 8 cm

Z geologického hlediska je skála tvořena sodaliticko-natrolitickým lakolitem. Původně se jednalo o podpovrchové magmatické těleso, které bylo obnaženo erozí říčního (labského) toku. Složení horniny je natolik specifické, že dalo k podnět k vytvoření zvláštního pojmenování marienbergit.
Lom je bohatým nalezištěm zeolitových minerálů, především unikátních ukázek natrolitu, který zde tvoří až 40% horniny. Kromě natrolitu se zde vyskytují minerály apofylit, kalcit, wad, analcim, thomsonit a hyalit, dále kontaktně metamorfované minerály slínovcového pláště – wollastonit, Ti-granát a hydrogrosulár (nazývaný hibschit).
Ve vrcholových partiích Mariánské hory, ve výšce 120 m nad dnešní hladinou Labe, se zachoval relikt původní říční terasy z období na přelomu třetihor a čtvrtohor. V těchto sedimentech, jejichž mocnost dosahuje 3 metrů, byl nalezen zub chobotnatce Archidiscodon meridionalis z období pliocénu.